# Nombre cabtaxi
En mathématiques récréatives, le n-ième nombre cabtaxi, souvent noté Cabtaxi(n), est défini comme le plus petit entier strictement positif pouvant s'écrire d'au moins n façons différentes (à l'ordre des termes près) comme somme de deux cubes d'entiers relatifs. Les nombres cabtaxi existent pour tout n ≥ 1 puisqu'il en est de même pour les nombres taxicab ; mais seulement dix d'entre eux sont prouvés (suite A047696 de l'OEIS) :

## Nombres cabtaxi connus
{\displaystyle {\begin{matrix}Ca(1)&=&1\\&=&1^{3}+0^{3}\\\\\end{matrix}}}
{\displaystyle {\begin{matrix}Ca(2)&=&91\\&=&3^{3}+4^{3}\\&=&6^{3}-5^{3}\\\\\end{matrix}}}
{\displaystyle {\begin{matrix}Ca(3)&=&728\\&=&6^{3}+8^{3}\\&=&9^{3}-1^{3}\\&=&12^{3}-10^{3}\\\\\end{matrix}}}
{\displaystyle {\begin{matrix}Ca(4)&=&2741256\\&=&108^{3}+114^{3}\\&=&140^{3}-14^{3}\\&=&168^{3}-126^{3}\\&=&207^{3}-183^{3}\\\\\end{matrix}}}
{\displaystyle {\begin{matrix}Ca(5)&=&6017193\\&=&166^{3}+113^{3}\\&=&180^{3}+57^{3}\\&=&185^{3}-68^{3}\\&=&209^{3}-146^{3}\\&=&246^{3}-207^{3}\\\\\end{matrix}}}
{\displaystyle {\begin{matrix}Ca(6)&=&1412774811\\&=&963^{3}+804^{3}\\&=&1134^{3}-357^{3}\\&=&1155^{3}-504^{3}\\&=&1246^{3}-805^{3}\\&=&2115^{3}-2004^{3}\\&=&4746^{3}-4725^{3}\\\\\end{matrix}}}
{\displaystyle {\begin{matrix}Ca(7)&=&11302198488\\&=&1926^{3}+1608^{3}\\&=&1939^{3}+1589^{3}\\&=&2268^{3}-714^{3}\\&=&2310^{3}-1008^{3}\\&=&2492^{3}-1610^{3}\\&=&4230^{3}-4008^{3}\\&=&9492^{3}-9450^{3}\\\\\end{matrix}}}
{\displaystyle {\begin{matrix}Ca(8)&=&137513849003496\\&=&22944^{3}+50058^{3}\\&=&36547^{3}+44597^{3}\\&=&36984^{3}+44298^{3}\\&=&52164^{3}-16422^{3}\\&=&53130^{3}-23184^{3}\\&=&57316^{3}-37030^{3}\\&=&97290^{3}-92184^{3}\\&=&218316^{3}-217350^{3}\\\\\end{matrix}}}
{\displaystyle {\begin{matrix}Ca(9)&~=&424910390480793000\end{matrix}}}
{\displaystyle {\begin{matrix}Ca(10)&=&933528127886302221000\end{matrix}}}
Les nombres Cabtaxi(5), Cabtaxi(6) et Cabtaxi(7) ont été trouvés par Randall L. Rathbun en 1992, Cabtaxi(8) a été trouvé par Daniel J. Bernstein en 1998, Cabtaxi(9) a été trouvé par Duncan Moore en 2005, Cabtaxi(10) a été identifié par Christian Boyer en 2006 et confirmé par Uwe Hollerbach en 2008.

## Majorants de nombres cabtaxi
De tels nombres plus grands sont connus, mais on ne sait pas encore si ce sont les plus petits possibles à répondre aux exigences Cabtaxi. L'entier {\displaystyle \operatorname {Ca} (n)} est le plus petit qui est somme ou différence de deux cubes de {\displaystyle n} façons différentes. Si on trouve un entier {\displaystyle m} qui est somme de deux cubes de {\displaystyle n} façons différentes, on a donc {\displaystyle \operatorname {Ca} (n)\leq m}.
On a ainsi de tels exemples pour {\displaystyle n} allant de 11 à 42. A titre d'exemple, on a : 
{\displaystyle Ca(12)\leq 10^{24}}
{\displaystyle Ca(22)\leq 10^{58}}
{\displaystyle Ca(32)\leq 10^{95}}
{\displaystyle Ca(42)\leq 10^{158}}